# 22561 Мівіскарді
22561 Мівіскарді (22561 Miviscardi) — астероїд головного поясу, відкритий 18 квітня 1998 року.
Тіссеранів параметр щодо Юпітера — 3,613.